# Port lotniczy Congo Town
Port lotniczy Congo Town (IATA: COX, ICAO: MYAK) – port lotniczy położony w Congo Town, na South Andros, na Bahamach.